# Cadima
Cadima é uma povoação portuguesa sede da Freguesia de Cadima do Município de Cantanhede, freguesia com 26,99 km² de área e 2644 habitantes (censo de 2021), tendo, por isso, uma densidade populacional de 98 hab./km².

## História
Foi antigamente sede de concelho, com carta de foral em 1181 atribuído por D. Afonso Henriques e, novamente, em 1512, por D. Manuel I, tendo sido extinto em 31 de dezembro de 1853, designado por Quintã. O lugar de Quintã de hoje ou o de Cadima, que ainda existem como tal, nesta freguesia, deveria ter sido o local da sede municipal e camarária do mesmo).
Este concelho chegou a ser extenso, pois, além das localidades pertencentes à freguesia de Cadima, englobava as das freguesias de  Arazede, de Liceia, da Sanguinheira e da Tocha.

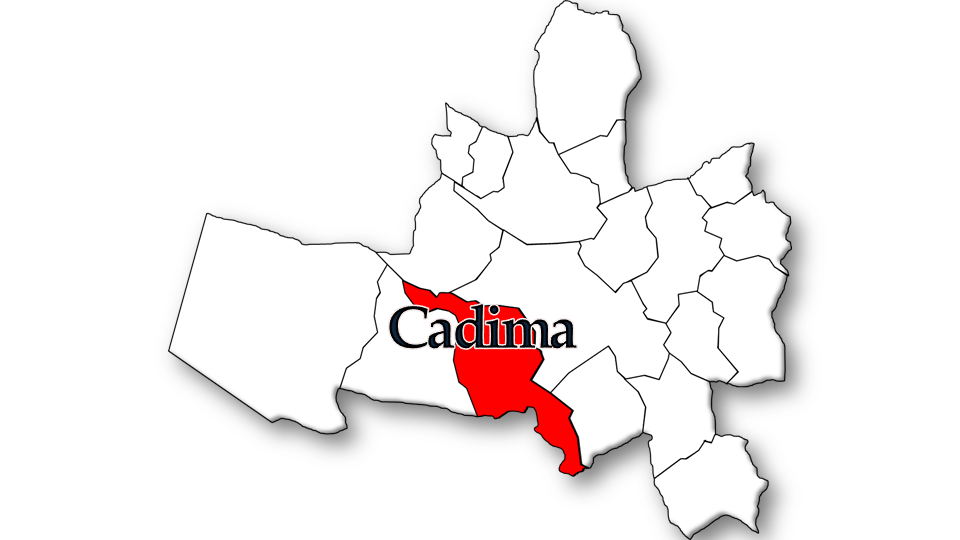
Localização no Município de Cantanhede

## Demografia
Nota: com lugares desta freguesia foi criada pela Lei nº 23/86, de 19 de Agosto, a freguesia de Sanguinheira.
A população registada nos censos foi:
| Distribuição da População por Grupos Etários | Distribuição da População por Grupos Etários | Distribuição da População por Grupos Etários | Distribuição da População por Grupos Etários | Distribuição da População por Grupos Etários |
| -------------------------------------------- | -------------------------------------------- | -------------------------------------------- | -------------------------------------------- | -------------------------------------------- |
| Ano                                          | 0-14 Anos                                    | 15-24 Anos                                   | 25-64 Anos                                   | > 65 Anos                                    |
| 2001                                         | 509                                          | 507                                          | 1615                                         | 585                                          |
| 2011                                         | 373                                          | 328                                          | 1629                                         | 633                                          |
| 2021                                         | 277                                          | 252                                          | 1372                                         | 743                                          |

## Património
- Capela de Santo Amaro (Cadima)
- Capela de Santo António, de Santa Iria e de Nossa Senhora das Necessidades
- Necrópole neolítica
- Ponte de Corgo do Encheiro
- Porto Sobreiro

## Ligações Externas
- Cadima, Genealogia de Portugal
- Cadima, Junta Freguesia de Cadima